# Liste der Bodendenkmäler in Bayreuth
Auf dieser Seite sind die Bodendenkmäler in der oberfränkischen kreisfreien Stadt Bayreuth zusammengestellt. Diese Tabelle ist eine Teilliste der Liste der Bodendenkmäler in Bayern. Grundlage ist die Bayerische Denkmalliste, die auf Basis des Bayerischen Denkmalschutzgesetzes vom 1. Oktober 1973 erstmals erstellt wurde und seither durch das Bayerische Landesamt für Denkmalpflege geführt wird. Die folgenden Angaben ersetzen nicht die rechtsverbindliche Auskunft der Denkmalschutzbehörde.

## Bodendenkmäler der Gemeinde Bayreuth

### Bodendenkmäler im Ortsteil Aichig
| Lage              | Objekt                               | Akten-Nr.     | Bild |
| ----------------- | ------------------------------------ | ------------- | ---- |
| Aichig (Standort) | Ehem. Herrensitz der frühen Neuzeit. | D-4-6035-1057 |      |

### Bodendenkmäler im Ortsteil Bayreuth
| Lage                | Objekt | Akten-Nr.     | Bild |
| ------------------- | --- | ------------- | ---- |
| Bayreuth (Standort) | Bestattungsplatz der Hallstattzeit. | D-4-6035-0021 |      |
| Bayreuth (Standort) | Schanze des 17. oder 18. Jahrhunderts. | D-4-6035-0058 |      |
| Bayreuth (Standort) | Reihengräber karolingisch-ottonischer Zeitstellung. | D-4-6035-0066 |      |
| Bayreuth (Standort) | Vorgängerbauten sowie Befunde des Mittelalters und der frühen Neuzeit im Bereich der Evangelisch-Lutherischen Stadtpfarrkirche Hl. Dreifaltigkeit mit Friedhof des Mittelalters und der frühen Neuzeit. | D-4-6035-1000 |      |
| Bayreuth (Standort) | Untertägige Teile der hoch- und spätmittelalterlichen Kernstadt von Bayreuth, als Baierrute ersterwähnt 1194 n. Chr.                                                                                    | D-4-6035-1001 |      |
| Bayreuth (Standort) | Archäologische Befunde im Bereich der Altenstadt des hohen und späten Mittelalters, wohl Vorgängersiedlung der andechs-meranischen Stadtgründung Baierrute (Bayreuth) der Mitte des 12. Jahrhunderts.   | D-4-6035-1002 |      |
| Bayreuth (Standort) | Vorgängerbauten sowie Befunde des Mittelalters und der frühen Neuzeit im Bereich der Evangelisch-Lutherischen Spitalkirche von Bayreuth.                                                                | D-4-6035-1041 |      |
| Bayreuth (Standort) | Vorgängerbauten sowie Befunde des Mittelalters und der frühen Neuzeit im Bereich der Schlosskirche von Bayreuth, jetzt Katholischen Stadtpfarrkirche Mariae Himmelfahrt.                                | D-4-6035-1042 |      |
| Bayreuth (Standort) | Vorgängerbau sowie Befunde der frühen Neuzeit im Bereich der Evangelisch-Lutherischen Friedhofskirche von Bayreuth.                                                                                     | D-4-6035-1043 |      |
| Bayreuth (Standort) | Befunde der frühen Neuzeit im Bereich der Sophienkirche von Bayreuth. | D-4-6035-1044 |      |
| Bayreuth (Standort) | Befunde der frühen Neuzeit im Bereich des sog. Gravenreuther Stifts mit Evangelisch-Lutherischen Stiftskirche.                                                                                          | D-4-6035-1045 |      |
| Bayreuth (Standort) | Archäologische Befunde der frühen Neuzeit im Bereich der Synagoge von Bayreuth. | D-4-6035-1046 |      |
| Bayreuth (Standort) | Vorgängerbauten sowie Befunde des Mittelalters und der frühen Neuzeit im Bereich des Alten Schlosses von Bayreuth.                                                                                      | D-4-6035-1047 |      |
| Bayreuth (Standort) | Befunde der frühen Neuzeit im Bereich des Neuen Schlosses von Bayreuth mit Hofgarten. | D-4-6035-1048 |      |
| Bayreuth (Standort) | Vorgängerbau sowie Befunde der frühen Neuzeit im Bereich des Ordensschlosses St. Georgen. | D-4-6035-1049 |      |
| Bayreuth (Standort) | Befunde der frühen Neuzeit im Bereich der Bayreuther Vorstadt St. Georgen. | D-4-6035-1050 |      |
| Bayreuth (Standort) | Befunde der frühen Neuzeit im Bereich der abgegangenen Beinhauskapelle. | D-4-6035-1051 |      |
| Bayreuth (Standort) | Mittelalterliche und frühneuzeitliche Stadtbefestigung von Bayreuth. | D-4-6035-1052 |      |
| Bayreuth (Standort) | Befunde der frühen Neuzeit im Bereich der frühneuzeitlichen Vorstädte von Bayreuth. | D-4-6035-1053 |      |

### Bodendenkmäler im Ortsteil Laineck
| Lage               | Objekt | Akten-Nr.     | Bild |
| ------------------ | --- | ------------- | ---- |
| Laineck (Standort) | Burgstall des Mittelalters.                                                                                            | D-4-6035-0028 |      |
| Laineck (Standort) | Ringwall des frühen Mittelalters und Siedlung des Neolithikums.                                                        | D-4-6035-0029 |      |
| Laineck (Standort) | Freilandstation des Paläolithikums und des Mesolithikums sowie Siedlung vorgeschichtlicher Zeitstellung.               | D-4-6035-0030 |      |
| Laineck (Standort) | Freilandstation des Paläolithikums und des Mesolithikums.                                                              | D-4-6035-0031 |      |
| Laineck (Standort) | Wüstung des Spätmittelalters und der frühen Neuzeit.                                                                   | D-4-6035-0068 |      |
| Laineck (Standort) | Vorgängerbauten sowie Befunde des Mittelalters und der frühen Neuzeit im Bereich des ehemaligen Schlosses von Laineck. | D-4-6035-1059 |      |

### Bodendenkmäler im Ortsteil Oberpreuschwitz
| Lage                       | Objekt                                                                                    | Akten-Nr.     | Bild |
| -------------------------- | ----------------------------------------------------------------------------------------- | ------------- | ---- |
| Oberpreuschwitz (Standort) | Siedlung des frühen und hohen Mittelalters.                                               | D-4-6035-0022 |      |
| Oberpreuschwitz (Standort) | Freilandstation des Paläolithikums und des Mesolithikums sowie Siedlung des Neolithikums. | D-4-6035-0043 |      |
| Oberpreuschwitz (Standort) | Bestattungsplatz mit verebneten Grabhügeln vorgeschichtlicher Zeitstellung.               | D-4-6035-0095 |      |

### Bodendenkmäler im Ortsteil Sankt Johannis
| Lage                      | Objekt | Akten-Nr.     | Bild |
| ------------------------- | --- | ------------- | ---- |
| Sankt Johannis (Standort) | Freilandstation des Mesolithikums sowie Siedlung des späten Neolithikums.                                                          | D-4-6035-0023 |      |
| Sankt Johannis (Standort) | Befunde des Mittelalters und der frühen Neuzeit im Bereich der Evangelisch-Lutherischen Pfarrkirche St. Johannis von St. Johannis. | D-4-6035-1070 |      |
| Sankt Johannis (Standort) | Vorgängerbauten sowie Befunde des Mittelalters und der frühen Neuzeit im Bereich des ehemaligen Schlossgutes von St. Johannis.     | D-4-6035-1071 |      |
| Sankt Johannis (Standort) | Untertägige Teile und Befunde der frühen Neuzeit im Bereich der markgräflichen Schloss- und Parkanlage Eremitage.                  | D-4-6035-1073 |      |

### Bodendenkmäler im Ortsteil Seulbitz
| Lage                | Objekt | Akten-Nr.     | Bild |
| ------------------- | --- | ------------- | ---- |
| Seulbitz (Standort) | Siedlung des frühen und hohen Mittelalters. | D-4-6035-0060 |      |
| Seulbitz (Standort) | Siedlung der Schnurkeramik und der älteren Bronzezeit sowie Bestattungsplatz mit Grabhügel vorgeschichtlicher Zeitstellung mit Bestattungen der mittleren und späten Bronzezeit und der Hallstattzeit. | D-4-6036-0021 |      |

### Bodendenkmäler im Ortsteil Thiergarten
| Lage                   | Objekt                                                                          | Akten-Nr.     | Bild |
| ---------------------- | ------------------------------------------------------------------------------- | ------------- | ---- |
| Thiergarten (Standort) | Freilandstation des Mesolithikums und Siedlung des Neolithikums.                | D-4-6035-0044 |      |
| Thiergarten (Standort) | Befunde der frühen Neuzeit im Bereich des ehemaligen Jagdschlosses Thiergarten. | D-4-6035-1076 |      |
| Thiergarten (Standort) | Mittelalterlicher Turmhügel Pitschenburg.                                       | D-4-6135-0025 |      |

## Ehemalige Bodendenkmäler in Bayreuth
| Lage       | Objekt                                      | Akten-Nr.     | Bild |
| ---------- | ------------------------------------------- | ------------- | ---- |
| (Standort) | Siedlung des hohen und späten Mittelalters. | D-4-6035-1058 |      |